# Newburn
Newburn — серия комиксов, которую в 2021—2022 годах издавала компания Image Comics.

## Синопсис
Главным героем серии является частный детектив Истон Ньюберн. В первом выпуске был убит мафиози, который предал свою семью, но его убийство заказал кто-то сторонний.

### Выпуски
| № | Дата выхода     | Оценка на Comic Book Roundup    | Предполагаемый объём продаж (первый месяц) |
| - | --------------- | ------------------------------- | ------------------------------------------ |
| 1 | 3 ноября 2021   | 8,7 из 10 на основе 12 рецензий | н/д                                        |
| 2 | 15 декабря 2021 | 8,6 из 10 на основе 9 рецензий  | н/д                                        |
| 3 | 2 февраля 2022  | 8,3 из 10 на основе 6 рецензий  | 10 271, позиция в Северной Америке — 99    |
| 4 | 2 марта 2022    | 9,5 из 10 на основе 3 рецензий  | 9 119, позиция в Северной Америке — 138    |
| 5 | 30 марта 2022   | 8,8 из 10 на основе 5 рецензий  | 8 339, позиция в Северной Америке — 151    |
| 6 | 27 апреля 2022  | 8,9 из 10 на основе 4 рецензий  | 8 020, позиция в Северной Америке — 117    |
| 7 | 25 мая 2022     | 8,8 из 10 на основе 3 рецензий  | н/д                                        |
| 8 | 22 июня 2022    | 9,3 из 10 на основе 4 рецензий  | н/д                                        |

### Сборники
| №      | Тип обложки    | Дата выхода     | Собранный материал | Кол-во страниц | ISBN                      |
| ------ | -------------- | --------------- | ------------------ | -------------- | ------------------------- |
| Vol. 1 | Мягкая обложка | 31 августа 2022 | Newburn #1-8       | 160            | 9781534322394, 1534322396 |

## Отзывы
На сайте Comic Book Roundup серия имеет оценку 8,9 из 10 на основе 46 рецензий. Ганнибал Табу из Bleeding Cool дал первому выпуску 7 с половиной баллов из 10 и сравнил его с такими комиксами, как Gotham Central и Criminal. Чейз Магнетт из ComicBook.com поставил дебюту оценку 4 из 5 и отметил, что «наблюдать за работой детектива на протяжении всего комикса — одно удовольствие». Александер Манзо из Multiversity Comics вручил первому выпуску 8,3 балла из 10 и написал, что «Джек Филлипс создаёт солидный художественный стиль, соответствующий криминальному жанру». Дана Форсайт из Paste включила серию в топ «10 комиксов 2022 года, которые стоит прочитать», назвав Newburn интригующим и лёгким при прочтении. Саянтан Гайен из Comic Book Resources, обозревая первый выпуск, писал, что «Истон Ньюберн — человек чистой воли, который демонстрирует глубокую приверженность своей работе».